# Ligustrum robustum
Ligustrum robustum é uma espécie de planta  do gênero Ligustrum e da família Oleaceae.  
Ligustrum robustum cresce como um arbusto ou pequena árvore de até 10 metros de altura, embora espécimes antigos de mais de cem anos tenham sido observados com uma altura de 15 metros . O fruto do arbusto é uma baga elipsóide, roxo-azulada quando totalmente madura .   
O arbusto é nativo do sul e sudeste da Ásia ( Sri Lanka, Índia, Bangladesh, Mianmar (Birmânia), Camboja, Tailândia, Laos, Vietnã ), mas se naturalizou em outros países.  Foi introduzido nas Maurícias no final do século XIX e em La Réunion, onde se tornou uma das principais espécies invasoras.  A Flora da China lista um " Ligustrum robustum subsp. chinense PS Green " como nativo da China,  mas publicações mais recentes consideraram esse nome como sinônimo de L. expansum . 
Ligustrum robustum foi nomeada entre as 100 piores espécies invasoras do mundo. Uma mariposa (Epiplema albida) e dois coleópteros (Dermorhytis ornatissima e Dermorhytis lewisi) estão sendo testados para programas de controle biológico em La Réunion, mas ainda não foram liberados.  Outros lepidópteros que se alimentam desta planta são Brahmaea wallichii, Pangrapta grisangula  e Dolbina inexacta .

## Taxonomia
A espécie foi descrita em 1851 por Carl Ludwig Blume. 

## Etimologia
Ligustrum significa 'ligante'. Foi nomeado por Plínio e Virgílio. 